# 25 ربيع الآخر
- السبت
- الأحد
- الاثنين
- الثلاثاء
- الأربعاء
- الخميس
- الجمعة

- 2528 سبتمبر 2024
- 2629 سبتمبر 2024
- 2730 سبتمبر 2024
- 281 أكتوبر 2024
- 292 أكتوبر 2024
- 303 أكتوبر 2024
- 14 أكتوبر 2024
- 25 أكتوبر 2024
- 36 أكتوبر 2024
- 47 أكتوبر 2024
- 58 أكتوبر 2024
- 69 أكتوبر 2024
- 710 أكتوبر 2024
- 811 أكتوبر 2024
- 912 أكتوبر 2024
- 1013 أكتوبر 2024
- 1114 أكتوبر 2024
- 1215 أكتوبر 2024
- 1316 أكتوبر 2024
- 1417 أكتوبر 2024
- 1518 أكتوبر 2024
- 1619 أكتوبر 2024
- 1720 أكتوبر 2024
- 1821 أكتوبر 2024
- 1922 أكتوبر 2024
- 2023 أكتوبر 2024
- 2124 أكتوبر 2024
- 2225 أكتوبر 2024
- 2326 أكتوبر 2024
- 2427 أكتوبر 2024
- 2528 أكتوبر 2024
- 2629 أكتوبر 2024
- 2730 أكتوبر 2024
- 2831 أكتوبر 2024
- 291 نوفمبر 2024
- 302 نوفمبر 2024
- 13 نوفمبر 2024
- 24 نوفمبر 2024
- 35 نوفمبر 2024
- 46 نوفمبر 2024
- 57 نوفمبر 2024
- 68 نوفمبر 2024

25 ربيع الآخر أو 25 ربيع الثاني أو يوم 25 \ 4 (اليوم الخامس والعشرون من الشهر الرابع) هو اليوم الرابع عشر بعد المائة (114) من أيَّام السنة (أو الخامس عشر بعد المائة لو كان شهر صفر مُتممًا لليوم الثلاثين) وفق التقويم الهجري القمري (العربي). يبقى بعده 240 أو 241 يومًا لانتهاء السنة.

## أحداث
- 583 هـ - وقوع معركة حطين بين المسلمين بقيادة صلاح الدين الأيوبي والصليبيين انتهت بتحرير القدس ومعظم الشام من أيدي الصليبيين.
- 945 هـ - العثمانيون بقيادة سليمان باشا يرفعون حصارهم الذي استمر 20 يومًا عن القلعة التي يتحصن فيها الجنود البرتغاليون في جزيرة ديو في المحيط الهندي. وكان العثمانيون يهدفون من معاركهم ضد البرتغال في المحيط الهندي إلى إنهاء مظالم البرتغاليين في منطقة الهند، وتأمين طرق التجارة الإسلامية التي يهددها البرتغاليون.
- 1014 هـ - الصفويون ينتصرون على الجيش العثماني الذي حاول استعادة مدينة تبريز إلى السيادة العثمانية في معركة «أورمية الكبرى».
- 1326 هـ - اكتشاف البترول بكميات وفيرة في إيران.
- 1385 هـ - الرئيس المصري جمال عبد الناصر وملك السعودية فيصل بن عبد العزيز آل سعود يجتمعان في جدة لحل المشكلة اليمنية.
- 1387 هـ - إسرائيل تحتل القدس الشرقية.
- 1410 هـ -
  - انتخاب إلياس الهراوي رئيسًا للجمهورية اللبنانية بعد يومين من اغتيال الرئيس رينيه معوض.
  - مصرع عبد الله عزام إثر تفخيخ سيارته التي كانت تقله لأداء صلاة الجمعة في باكستان.
- 1411 هـ - سلطان العجلوني ينفذ عملية في معسكر إسرائيلي قرب الحدود الأردنية تسفر عن مقتل ضابط من قوات حرس الحدود الإسرائيلية وأسر سلطان نفسه.
- 1426 هـ - اغتيال الصحفي والمفكر اللبناني سمير قصير بتفجير عبوه ناسفه بسيارته في بيروت.
- 1432 هـ - المجلس الأعلى للقوات المسلحة في مصر يصدر إعلانًا دستوريًا بعد إعلان نتيجة الاستفتاء على التعديلات الدستورية الذي تم قبل 11 يومًا.
- 1443 هـ - انطلاق النسخة العاشرة من بطولة كأس العرب 2021 في قطر بمشاركة 16 منتخباً عربياً.

## مواليد
- 1289 هـ - خليل مطران، شاعر لبناني.
- 1340 هـ - أحمد خليل عبد الجبار، دبلوماسي‌ وشاعر سعودي.
- 1365 هـ - سعدية الزيدي، ممثلة عراقية.
- 1376 هـ -
  - مها أبو عوف، ممثلة مصرية.
  - سليمان الجبيلان، عالم دين سعودي.
- 1377 هـ - إيناس عبد الله، ممثلة مصرية.
- 1404 هـ - منى حسين، ممثلة مصرية تعمل في الكويت.
- 1406 هـ -
  - جنات، مغنية مغربية.
  - ألماس، ممثلة كويتية.

## وفيات
- 478 هـ - أبو المعالي الجويني، فقيه شافعي.
- 643 هـ - ابن الصلاح، شيخ الإسلام وأحد أئمة الحديث في القرن السابع الهجري.
- 1326 هـ - غلام أحمد القادياني، مؤسس الفرقة الأحمدية.
- 1371 هـ - زكي مبارك، من رواد الأدب العربي الحديث.
- 1390 هـ - محمد عبد الحليم عبد الله، أديب وروائي مصري.
- 1404 هـ - عماد حمدي، ممثل مصري.
- 1410 هـ - عبد الله عزام، أحد قادة الأفغان أثناء الغزو السوفيتي.
- 1426 هـ - سمير قصير، صحافي ومفكر لبناني.
- 1428 هـ - داد الله، مُلَّا وقائد عسكري في حركة طالبان.
- 1432 هـ - عثمان بن سيار، شاعر سعودي.
- 1437 هـ - راغب مُصطفى غلُّوش، شيخ مُقرئ مصري.

## وصلات خارجية
- موقع قصة الإسلام: حدث في شهر ربيع الأوَّل.